# Odontomyia tumida
Odontomyia tumida is een vliegensoort uit de familie van de Stratiomyidae. De wetenschappelijke naam van de soort is voor het eerst geldig gepubliceerd in 1926 door Banks.